# Metaaldamplaser
Een metaaldamplaser is een laser waarbij het actief medium uit de damp van een metaal bestaat.
De metaaldamplaser werkt zoals een gaslaser, maar eerst moet een elektrische ontlading voldoende energie toevoeren om het metaal in damp om te zetten. De metaaldamp werkt dan zoals een gas. Voorbeelden van een metaaldamplaser zijn de helium-cadmiumlaser en de koperdamplaser. Een nadeel van metaaldamplasers bestaat erin, dat de verdamping en de condensatie van de metaaldamp moeilijk te beheersen is. De metaaldamplaser geldt daardoor niet als zeer betrouwbaar.